# The Dungeons Are Calling
Albums de Savatage
Sirens
(1983) Power of the Night
(1985)
The Dungeons Are Calling est un EP du groupe Savatage sorti en 1984.
La même année, un CD publié par Metal Blade regroupa tous les titres ci-dessus et la totalité du LP Sirens, enregistré lors des mêmes sessions, au cours desquelles le producteur Dan the Kid Jonhson fut assisté par le fameux ingénieur du son Jim Morris du célèbre studio Morrisound où naquirent de nombreuses pièces maîtresses du death metal.

## Liste des titres
| No | Titre                     | Auteur                                | Durée |
| -- | ------------------------- | ------------------------------------- | ----- |
| 1. | The Dungeons Are Calling  | Jon Oliva, Criss Oliva, Keith Collins | 4:55  |
| 2. | By the Grace of the Witch | Jon Oliva, Criss Oliva                | 3:16  |
| 3. | Visions                   | Jon Oliva, Criss Oliva                | 3:05  |
| 4. | Midas Knight              | Jon Oliva, Criss Oliva, Keith Collins | 4:24  |
| 5. | City Beneath the Surface  | Jon Oliva, Criss Oliva                | 5:49  |
| 6. | The Whip                  | Jon Oliva                             | 3:31  |

| 7. | Fighting for Your Love | Jon Oliva, Criss Oliva | 3:20 |
| 8. | Sirens (live)          | Jon Oliva, Criss Oliva | 3:21 |

| 7. | Metalhead (démo)            | Jon Oliva, Criss Oliva | 4:46 |
| 8. | Before I Hang (démo)        | Jon Oliva, Criss Oliva | 4:12 |
| 9. | Stranger in the Dark (démo) | Jon Oliva, Criss Oliva | 5:01 |

## Composition du groupe
- Jon Oliva - chant, claviers
- Criss Oliva - guitare
- Steve Wacholz - batterie
- Keith Collins - basse